# 丰原镇 (渭南市)
丰原镇，是中华人民共和国陕西省渭南市临渭区下辖的一个乡镇级行政单位。

## 行政区划
丰原镇下辖以下地区：
丰原村、北雷村、三高村、胜利村、灌芝村、西关村、党家村、东芦村、流村、芦王村、西尧村、三联村、闫家村、吕家村、三孝村、定王村、明星村、郭堡村、西伍村、三星村、吴田村、闵家村、阿杆村和木张村。